# Fairytale
"Fairytale" er en folke- og popsang med melodi og tekst af Alexander Rybak, der vandt Norsk Melodi Grand Prix 2009 og Eurovision Song Contest 2009.
I Norsk Melodi Grand Prix fremførte Rybak selv sangen, som fik 747.888 stemmer i finalen. Sangen handler om Rybaks ekskæreste og solgte efterfølgende over 5.000 eksemplarer og blev nr. 1 på den norske VG-liste. Sangen blev udgivet som single af selskabet BpopMentometer, Rybaks managers selskab, Kathrine Synnes Finnskog.

## Eurovision Song Contest
Som vinder af Norsk Melodi Grand Prix repræsenterede Rybak Norge i Eurovision Song Contest 2009 i Moskva 16. maj 2009. I konkurrence med 41 andre lande, vandt han med 387 point, 169 point mere end nummer to, Island, der havde sangerinden Jóhanna Guðrún Jónsdóttir med nummeret "Is It True?" som repræsentant. Danserne i den Europæiske optræden, Sigbjørn Rua, Torkjell Lunde Børsheim og Hallgrim Hansegård, er fra det norske danseselskab Frikar og optrådte med folkedansen halling.
Baggrundssangerne, Jorunn Hauge og Karianne Kjærnes havde lange lyserøde kjoler designet af den norske designer Leila Hafzi.

## Hitlister

### Ugentlige hitlister
| Hitlister (2009–2024)                            | Højeste placering |
| ------------------------------------------------ | ----------------- |
| Australia (ARIA)                                 | 67                |
| Østrig (Ö3 Austria Top 40)                       | 10                |
| Belgien (Ultratop 50 Flanderen)                  | 1                 |
| Belgien (Ultratop 50 Vallonien)                  | 4                 |
| 1                                                |                   |
| Czech Republic (IFPI)                            | 95                |
| Danmark (Track Top-40)                           | 1                 |
| European Hot 100 Singles                         | 3                 |
| Finland (Suomen virallinen lista)                | 1                 |
| French Digital Singles Chart                     | 29                |
| Tyskland (Official German Charts)                | 4                 |
| Greece International (IFPI)                      | 97                |
| Ungarn (Single Top 40)                           | 14                |
| Iceland (RÚV)                                    | 1                 |
| Irland (IRMA)                                    | 2                 |
| Holland (Single Top 100)                         | 2                 |
| Holland (Dutch Top 40)                           | 14                |
| Norge (VG-lista)                                 | 1                 |
| Russia Airplay (TopHit)                          | 1                 |
| Skotland (Official Charts Company)               | 77                |
| Spanien (PROMUSICAE)                             | 35                |
| Slovakia (IFPI)                                  | 34                |
| Sverige (Sverigetopplistan)                      | 1                 |
| Schweiz (Schweizer Hitparade)                    | 3                 |
| Turkey (Turkish Singles Chart)                   | 24                |
| Storbritannien Singles (Official Charts Company) | 10                |

### Årshitlister
| Hitliste (2009)                  | Placering |
| -------------------------------- | --------- |
| Belgium (Ultratop Flanders)      | 48        |
| CIS (TopHit)                     | 57        |
| Germany (Official German Charts) | 46        |
| Russia Airplay (TopHit)          | 114       |
| Sweden (Sverigetopplistan)       | 1         |